# يو ساتو
يو ساتو (باليابانية: 佐藤優) هو لاعب كرة قاعدة ياباني، ولد في 29 يونيو 1993 في أوساكي في اليابان.

## وصلات خارجية
- يو ساتو على موقع الدوري الياباني لكرة القاعدة (الإنجليزية)
- يو ساتو على موقعبيزبول رفرنس.كوم (الدوري الثانوي) (الإنجليزية)